# Tóth Potya István
Tóth Potya István, sz. Tóth István (Budapest, 1891. július 28. – Budapest, 1945. február 6.) válogatott magyar labdarúgó, edző.
A két világháború között az egyik legjelentősebb magyar labdarúgóedző-egyéniség. Kezdeményezője volt az első trénerkollégiumnak az 1920-as években. Számos módszertani újítást vezetett be az edzésekben (bemelegítés, téli alapozás). Magyarországon elsőként vezetett edzőnaplót.
A második világháború idején tartalékos tiszti szolgálatot teljesített. A nemzeti ellenállás "Dallam" nevű szervezetének tagja. Budapesti Telepes utcai házában üldözöttek százait menekítette. 1944 decemberében árulás következtében letartóztatták, először a Gestapo Fő utcai börtönében, majd a Belügyminisztérium Várban lévő, az Országház utca 28. szám alatti pincéjében raboskodott. 1945 februárjában a nyilasok Kertész Géza korábbi válogatott labdarúgóval, majd labdarúgóedzővel együtt kivégezték.

## Pályafutása

### Játékosként
A BTC-ben kezdte pályafutását és, amikor 1906-ban többen kiléptek a klubból és megalapították a Nemzeti Sport Clubot Tóth Potya a távozókkal tartott. Új egyesületével 1909-ben megnyerte a II. osztályú bajnokságot. A következő idényben az I. osztályban harmadikak lettek az FTC és az MTK mögött. Ebben az idényben már a válogatottban is bemutatkozott.
1912 és 1926 között a Ferencváros labdarúgója. Kétszeres bajnok és kupagyőztes. 372 mérkőzésen szerepel (197 bajnoki, 116 nemzetközi, 59 hazai díjmérkőzés). Összesen 128 gólt szerez (63 bajnoki, 65 egyéb).
A válogatottban 1909 és 1926 között 19 alkalommal szerepel és 8 gólt ér el.
1912-ben a stockholmi olimpia résztvevője, de mérkőzésen nem lép pályára.

### Edzőként
A Ferencváros első hivatásos edzője 1925 és 1930 között. Három bajnoki, egy KK és két kupagyőzelem a mérlege. 1929. július 21-én csapata Montevideo-ban 3:2-re legyőzi a kétszeres olimpia bajnoki és a leendő világbajnok Uruguay válogatottját.
A Ferencváros összeállítása:
Amsel – Hungler II, Papp – Fuhrmann, Bukovi, Obitz – Rázsó, Takács II, Turay, Toldi, Kohut.
Gólok: Rázsó, Takács II (2).
1930 és 1939 között három alkalommal négy szezonon keresztül az olasz Triestina edzője, közben egy idényig az Internazionale trénere. 1932 és 1934 között az Újpest edzője. Az Elektromosnál előbb szaktanácsadó, majd 1937 októberétől edző volt.

## Sikerei, díjai

### Játékosként
- Magyar bajnok: 1912/1913, 1925/1926.
- Magyar Kupa: 1913, 1922.

A stockholmi olimpia: A vigaszág győztese (5. hely)

### Edzőként
- Magyar bajnok: 1925/1926, 1926/1927, 1927/1928, 1932/1933
- Magyar Kupa: 1927, 1928.
- Közép-európai Kupa: 1928.

## Statisztika

### Mérkőzései a válogatottban
| Magyarország | Magyarország      | Magyarország                      | Magyarország    | Magyarország | Magyarország    | Magyarország  | Magyarország | Magyarország |
| #            | Dátum             | Helyszín                          | Hazai           | Eredmény     | Vendég          | Kiírás        | Gólok        | Esemény      |
| ------------ | ----------------- | --------------------------------- | --------------- | ------------ | --------------- | ------------- | ------------ | ------------ |
| 1.           | 1909. május 29.   | Budapest, Millenáris-pálya        | Magyarország    | 2 – 4        | Anglia          | barátságos    | -            |              |
| 2.           | 1912. június 23.  | Kristiania, Gamle Frogner-stadion | Norvégia        | 0 – 6        | Magyarország    | barátságos    | 1            | 31'          |
| 3.           | 1912. július 14.  | Moszkva, SZKSZ-stadion            | Oroszország     | 0 – 12       | Magyarország    | barátságos    | 1            | 79'          |
| 4.           | 1913. április 27. | Bécs, WAC-Platz                   | Ausztria        | 1 – 4        | Magyarország    | Wagner-serleg | 1            | 25'          |
| 5.           | 1913. október 26. | Budapest, Hungária körúti pálya   | Magyarország    | 4 – 3        | Ausztria        | Wagner-serleg | -            |              |
| 6.           | 1914. május 3.    | Bécs, WAC-Platz                   | Ausztria        | 2 – 0        | Magyarország    | Wagner-serleg | -            |              |
| 7.           | 1914. június 19.  | Stockholm, Råsunda                | Svédország      | 1 – 5        | Magyarország    | barátságos    | 1            | 33'          |
| 8.           | 1914. június 21.  | Stockholm, Råsunda                | Svédország      | 1 – 1        | Magyarország    | barátságos    | -            |              |
| 9.           | 1914. november 8. | Bécs, WAC-Platz                   | Ausztria        | 1 – 2        | Magyarország    | barátságos    | -            |              |
| 10.          | 1915. május 30.   | Bécs, WAC-Platz                   | Ausztria        | 1 – 2        | Magyarország    | barátságos    | -            |              |
| 11.          | 1915. október 3.  | Bécs, WAC-Platz                   | Ausztria        | 4 – 2        | Magyarország    | barátságos    | -            |              |
| 12.          | 1915. november 7. | Budapest, Üllői úti pálya         | Magyarország    | 6 – 2        | Ausztria        | barátságos    | 2            | 58' 76'      |
| 13.          | 1916. október 1.  | Budapest, Üllői úti pálya         | Magyarország    | 2 – 3        | Ausztria        | barátságos    | 1            | 21'          |
| 14.          | 1916. november 5. | Bécs, WAC-Platz                   | Ausztria        | 3 – 3        | Magyarország    | barátságos    | -            |              |
| 15.          | 1919. november 9. | Budapest, Hungária körúti pálya   | Magyarország    | 3 – 2        | Ausztria        | barátságos    | -            |              |
| 16.          | 1920. május 2.    | Bécs, WAC-Platz                   | Ausztria        | 2 – 2        | Magyarország    | barátságos    | 1            | 37'          |
|              | 1920. május 14.   | Pforzheim                         | Dél-Németország | 0 – 1        | Magyarország    | barátságos    | -            |              |
| 17.          | 1921. június 5.   | Budapest, Hungária körúti pálya   | Magyarország    | 3 – 0        | Németország     | barátságos    | -            |              |
|              | 1921. június 26.  | Budapest, Üllői úti pálya         | Magyarország    | 3 – 0        | Dél-Németország | barátságos    | -            |              |
| 18.          | 1922. április 30. | Budapest, Hungária körúti pálya   | Magyarország    | 1 – 1        | Ausztria        | barátságos    | -            |              |
| 19.          | 1926. május 2.    | Budapest, Hungária körúti pálya   | Magyarország    | 0 – 3        | Ausztria        | barátságos    | -            |              |
|              | Összesen          |                                   |                 | 19           | mérkőzés        |               | 8            | gól          |